# オールスターちょんまげオリンピック!!花の大江戸90分笑いっぱなし
『オールスターちょんまげオリンピック!!花の大江戸90分笑いっぱなし』（オールスターちょんまげオリンピック はなのおおえどきゅうじゅっぷんわらいっぱなし）は、1981年10月10日（土曜） 19:30 - 20:54 （日本標準時）に日本テレビ系列局で放送された日本テレビ製作のゲームバラエティ番組である。

## 概要
その名の通り、当時の人気タレントたちがよみうりランドの「江戸の街」に江戸時代の装いで集合し、4チームに分かれて11の珍ゲームで対戦を繰り広げていた。チームメンバーは、各人のABO式血液型を基準にして決められた。
視聴率は5.6%。同日の20時台のNHK・民放キー局番組の中で最低の視聴率であった。
本特番は1回限りの放送で、レギュラー番組化することなく終了した。

## 出演者

### 司会
ただし、実質的な司会進行役を務めていたのはみのと井田の2人のみ。高田と三沢は城中でゲームの様子を見守っているだけだった。
- 殿：高田浩吉
- 奥方：三沢あけみ
- 瓦版売り：みのもんた
- 井田由美（当時日本テレビアナウンサー）

### 審査員
- コロムビア・トップ
- 水野晴郎 - 水野は同日に土曜19:00枠でスタートした『げんてんクイズ』（読売テレビ製作）にもレギュラー出演していたため、放送上では2時間通しての連続出演となった。
- 江波杏子
- 高井秀雄（日本テレビ）

### 参加者
- 坂上二郎
- 宍戸錠
- 東八郎
- 春やすこ・けいこ
- 石川ひとみ
- コロッケ
- 出門英

- ガッツ石松
- あのねのね
- 青空球児・好児
- 山田隆夫
- 笑福亭鶴光
- おぼん・こぼん
- 稲川淳二

参考：『東京新聞』中日新聞東京本社、1981年10月10日付のラジオ・テレビ欄の番組宣伝広告。